# Areraj
Areraj è una città dell'India di 20.245 abitanti, situata nel distretto del Champaran Orientale, nello stato federato del Bihar. In base al numero di abitanti la città rientra nella classe III (da 20.000 a 49.999 persone).

## Geografia fisica
La città è situata a 26° 33' 01 N e 84° 40' 49 E.

## Società

### Evoluzione demografica
Al censimento del 2001 la popolazione di Areraj assommava a 20.245 persone, delle quali 10.618 maschi e 9.627 femmine. I bambini di età inferiore o uguale ai sei anni assommavano a 3.980, dei quali 2.008 maschi e 1.972 femmine. Infine, coloro che erano in grado di saper almeno leggere e scrivere erano 9.073, dei quali 5.848 maschi e 3.225 femmine.